# نوروپپتید y هیپوتالاموس
نوروپپتید Y هیپوتالاموس یک پروتئین ۳۶ آمینواسیدی است که محرک قوی اشتها است. این میانجی عصبی در مغز و سیستم اتونومیک عصبی ترشح می‌شود.
این نوروپپتید (NPY) عملکردهای متفاوتی در زمینه اشتها، تنظیم مصرف انرژی، آموزش، حافظه و صرع دارد. این پروتئین در سال ۱۹۸۲ از هیپوتالاموس جدا شد.